# Goodbye (Shelter)
«Goodbye (Shelter)» —en español: «Adiós (Refugio)»— es una canción compuesta por Ivana Peters e interpretada en inglés por Sanja Vučić. Fue elegida para representar a Serbia en el Festival de la Canción de Eurovisión de 2016 mediante una elección interna.

## Festival de Eurovisión

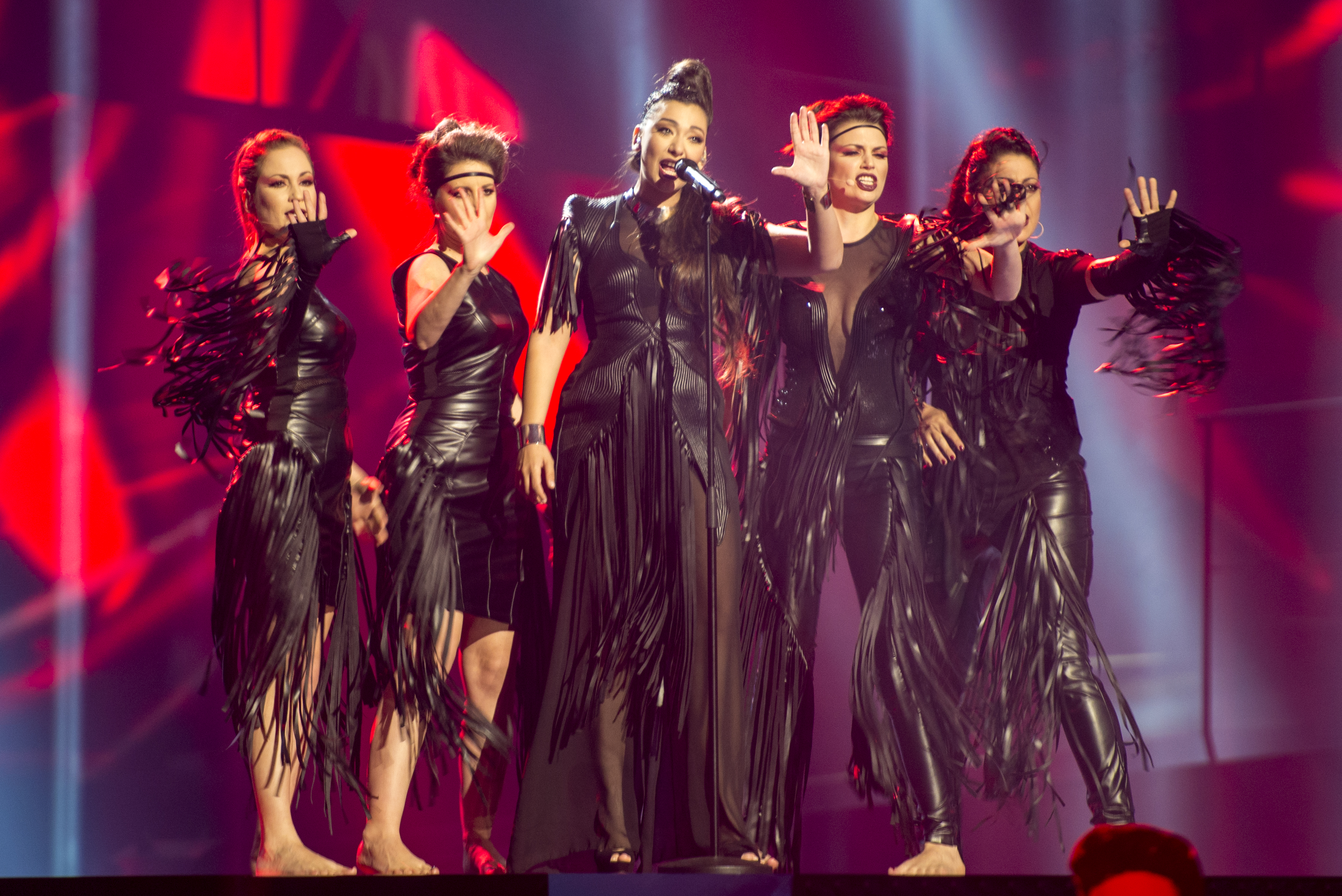
Vučić interpretando la canción durante un ensayo antes de la segunda semifinal del Festival de la Canción de Eurovisión 2016.

### Elección interna
La Radio-Televizija Srbije (RTS) seleccionó a la representante para el Festival de la Canción de Eurovisión de 2016. La artista que representaría al país, Sanja Vučić (cantante principal del grupo ZAA), fue confirmada por la RTS el 5 de marzo de 2016 tras haber sido filtrada la información. En una rueda de prensa organizada el 7 de marzo, se anunció que la canción que interpretaría en el Festival de Eurovisión sería «Goodbye (Shelter)». Esta canción fue descrita por la RTS como una canción de amor que llega un mensaje sobre la violencia contra las mujeres. Como agradecimiento a la artista seleccionada, Dragan Ilić, el jefe de la delegación del Festival de la Canción de Eurovisión de Serbia, declaró: «Este año hemos decidido introducir una cara completamente nueva. Una artista joven y talentosa. Creemos que va a ser una gran sorpresa para los fanes de Eurovisión en Serbia y en el extranjero. La decisión la tomaron los editores de música de RTS, y este método nos ayudó a elegir y enviar a alguien nuevo. Creemos que nuestra representante representará a Serbia en Suecia de la mejor manera posible». Una versión en serbio de la canción titulada «Iza osmeha» también se grabó.
La canción «Goodbye (Shelter)» se presentó en un programa llamado Pesma Srbije za Evropu (en español: La canción de Serbia para Europa) el 12 de marzo de 2016. La actriz Seka Sablić fue al programa como invitada. La compositora de la canción, Ivana Peters, declaró: «La violencia en cualquier forma es inaceptable para mi. Esta canción habla sobre amor destructivo, que se convierte en violencia psicológica y física en algún punto. Me gustaría que la gente lo reconociera y empezara a hablar sobre ello. No deben cerrar sus ojos, deben reaccionar y hacer algo. Todos nosotros tenemos que encontrar el salvador en nosotros. La cosa más importante es reconocer la fuerza que tienes como ser. La fuerza que da amor y paz».

### Festival de la Canción de Eurovisión 2016
Esta canción fue la representación serbia en el Festival de la Canción de Eurovisión 2016.
El 25 de diciembre de 2016, se organizó un sorteo de asignación en el que se colocaba a cada país en una de las dos semifinales, además de decidir en qué mitad del certamen actuarían.
Así, la canción fue interpretada en sexto lugar durante la segunda semifinal, celebrada el 12 de mayo de ese año, precedida por Bielorrusia con Ivan interpretando «Help you fly» y seguida por Irlanda con Nicky Byrne interpretando «Sunlight». Durante la emisión del certamen, la canción fue anunciada entre los diez temas elegidos para pasar a la final, y por lo tanto cualificó para competir en esta. La canción había quedado en décimo puesto de 18 con 105 puntos.
Días más tarde, durante la final celebrada el 19 de mayo de 2016, la canción fue interpretada en 15º lugar, precedida por Chipre con Minus One interpretando «Alter Ego» y seguida por Lituania con Donny Montell interpretando «I've been waiting for this night». Finalmente, la canción quedó en 18º puesto con 115 puntos.